# Oligo
Oligo est un cheval trotteur français spécialiste des courses de trot monté, né le 20 mars 1980 et mort en 1995.

## Naissance et élevage
Oligo nait le 20 mars 1980 dans l'élevage ornais de Michel et Jacques Feuillet. Son père est Ersin, vainqueur de plusieurs semi-classiques au trot monté. Sa mère, Cily Port, n'a participé à aucune course et Oligo est le fleuron de sa production. Ses autres produits notables, aux gains nettement plus modestes, sont Jerlay (par Corlay), Reuilly (par Équiléo), Ulilo (par Ersin, propre frère d'Oligo donc) et Brelan (par Granit).
Le poulain est acheté par Joëlle Dujarrier pour 20 000 FRF (7 033,8 EUR2023).

## Carrière de course
Confié à l'entrainement de Joël Hallais, Oligo débute à l'attelé à l'âge de 3 ans. Il s'y fait remarquer assez vite, s'adjugeant le Prix de Rome à Enghien puis le semi-classique Prix Jacques de Vaulogé à Vincennes. Mais Joël Hallais, le jugeant nerveux et difficile à partir au sulky et étant davantage convaicu par les capacités du cheval sous la selle, l'oriente alors vers une carrière montée. Il remporte ainsi le Prix Pierre Gamare puis se classe second d'Orfeu Negro dans le classique Prix de Vincennes.
L'année suivante, en 1984, il remporte le Prix des Centaures et le Prix du Président de la République. Entretemps, il retourne à l'attelé, se classant troisième du Critérium des 4 ans. À l'automne, la carrière du cheval est interrompue, Oligo se blessant gravement dans son box. L'année des 5 ans fut ainsi plus terne, le cheval ne remportant que deux succès.
Le cheval s'illustre en 1986 en s'adjugeant le Prix de l'Île-de-France, son premier Prix de Cornulier — considéré comme le championnat du monde sous la selle — et le Prix des Centaures. Il réitère pour les deux premières en 1987. En 1988, il s'aligne à nouveau en janvier dans les deux courses, mais s'y montre décevant. Il quitte la compétition une semaine plus tard, après une seconde place dans le Prix du Calvados.

## Carrière au haras
Les premiers produits d'Oligo sont nés en 1988 (A) et les derniers, posthumes, en 1996 (I). Le plus riche est le hongre César de Saint Pol qui cumule 405 703 € de gains.

## Palmarès

### Attelé
- Prix Jacques de Vaulogé (Gr.2, 1983)
- Prix de Tonnac-Villeneuve (Gr.2, 1984)
- Prix Louis Jariel (Gr.2, 1985)
- 2e Prix des Ducs de Normandie (Gr.2, 1986)
- 3e Critérium des 4 ans (Gr.1, 1984)
- 3e Prix de Bretagne (Gr.2, 1985)
- 3e Prix du Bourbonnais (Gr.2, 1986)
- 3e Prix d'Amérique (Gr.1, 1987)

### Monté
- Prix de Cornulier (Gr.1, 1986, 1987)
- Prix du Président de la République (Gr.1, 1984)
- Prix des Centaures (Gr.1, 1984, 1986)
- Prix Pierre Gamare (Gr.2, 1983)
- Prix Émile Riotteau (Gr.2, 1985)
- Prix de l'Île-de-France (Gr.2, 1986, 1987)
- 2e Prix de Vincennes (Gr.1, 1983)
- 2e Prix Legoux-Longpré (Gr.2, 1984)
- 2e Prix du Calvados (Gr.2, 1988)
- 3e Prix Henri Ballière (Gr.2, 1984)

## Origines
| Origines de Oligo, mâle, bai. | Origines de Oligo, mâle, bai. | Origines de Oligo, mâle, bai. | Origines de Oligo, mâle, bai. |
| ----------------------------- | ----------------------------- | ----------------------------- | ----------------------------- |
| Père Ersin                    | Toronto II                    | Quiproquo II                  | Calumet Delco                 |
| Père Ersin                    | Toronto II                    | Quiproquo II                  | Ugalde                        |
| Père Ersin                    | Toronto II                    | Okarina R II                  | Carioca II                    |
| Père Ersin                    | Toronto II                    | Okarina R II                  | Fallada II                    |
| Père Ersin                    | Opelka                        | Éliope                        | Quel Veinard                  |
| Père Ersin                    | Opelka                        | Éliope                        | Pénélope III                  |
| Père Ersin                    | Opelka                        | Camélia VII                   | Oviédo II                     |
| Père Ersin                    | Opelka                        | Camélia VII                   | Quérella                      |
| Mère Cily Port                | Nouvel Atout II               | Carioca II                    | Mousko Williams               |
| Mère Cily Port                | Nouvel Atout II               | Carioca II                    | Quovaria                      |
| Mère Cily Port                | Nouvel Atout II               | Nouvel Atout                  | Emblème royal                 |
| Mère Cily Port                | Nouvel Atout II               | Nouvel Atout                  | Dame d'Atout                  |
| Mère Cily Port                | Lily Port                     | Quinio                        | Hernani III                   |
| Mère Cily Port                | Lily Port                     | Quinio                        | Germaine                      |
| Mère Cily Port                | Lily Port                     | Betty Port                    | Ogaden                        |
| Mère Cily Port                | Lily Port                     | Betty Port                    | Quarante                      |